# Gorgon (Schiff, 1787)
Die Gorgon, auch HMS Gorgon, war ein Truppentransporter der Adventure-Klasse der britischen Marine, der von 1787 bis 1817 in Dienst stand.

## Allgemeines
Die spätere Gorgon wurde am 19. Juni 1782 als 44-Kanonen-Konvoischiff (Zweidecker) 5. Ranges bestellt. Das Schiff wurde unter der Bauaufsicht des Schiffbauers John Perry auf der Blackwall Yard in Blackwall (London) im Dezember 1782 auf Kiel gelegt. Der Stapellauf erfolgte am 27. Januar 1785 mit Baukosten von 12.551 Pfund (siehe Pfund Sterling). Ab Mai 1786 wurde der Rumpf mit Kupfer beschlagen und das Schiff im Oktober 1787, unter dem Kommando von Lieutenant Charles Craven, offiziell als Truppentransporter in Dienst gestellt.
Unter dem Kommando von Commander John Parker fuhr sie im März 1791 mit der Third Fleet, der dritten britischen Flotte mit Ziel Australien, und kam am 21. September dort an. Sie brachte Verpflegung für 6 Monate für 900 Personen in die hungernde Kolonie und wurde bei ihrer Ankunft frenetisch begrüßt. Außerdem waren an Bord 30 Sträflinge und Philip Gidley King, der aus England zurückkehrte, um seinen Posten als Vizegouverneur von Norfolk Island anzutreten.
Am 18. Dezember 1791 verließ die Gorgon Port Jackson mit einem Teil der zur Bewachung der mit der First Fleet angekommenen Sträflinge eingesetzten Royal Marines, darunter Watkin Tench, Robert Ross, William Dawes und Ralph Clark. Sie transportierte auch Proben von Tieren, Vögeln und Pflanzen von New South Wales.
Am Kap der Guten Hoffnung nahm sie außerdem Mary Bryant, ihre Tochter Charlotte und die vier männliche Überlebende des ersten erfolgreichen Ausbruchs aus der britischen Sträflingskolonie Australien an Bord, außerdem vier Meuterer von der Bounty, die auf Tahiti von der Pandora gefangen genommen worden waren und deren Schiffbruch überlebt hatten. Während der Reise starben viele der Kinder an Bord, einschließlich Charlotte Bryant, an Hitze und Krankheiten. Die Gorgon lief am 21. Juni 1792 in Portsmouth ein.
Später diente die Gorgon im Mittelmeer, der Irischen See und der Ostsee u. a. als Wach-, Transport-, Vorrats- und Lazarettschiff. 1817 wurde das Schiff in Portsmouth abgewrackt.